# عين الريش
عين الريش إحدى بلديات دائرة عين الملح بولاية المسيلة الجزائرية بلغ عدد سكانها عام 2008.

## الموقع الجغرافي
تقع بلدية عين الريش في أقصى جنوب ولاية المسيلة يحدها من الشمال عين الملح ومن الجنوب ولاية الجلفة ومن الشرق ولاية بسكرة ومن الغرب بئر الفضة، وهي تابعة إداريا لدائرة عين الملح وتبعد عن مقر الولاية بـ 140 كم.